# Helmsdorf (Dingelstädt)
Helmsdorf is een plaats en voormalige gemeente in de Duitse deelstaat Thüringen, en maakt deel uit van de Landkreis Eichsfeld.
Helmsdorf telt  inwoners.
De gemeente maakte deel uit van de Verwaltungsgemeinschaft Dingelstädt tot deze op op 1 januari 2019 werd opgeheven en Helmsdorf werd opgenomen in Dingelstädt, de voormalige hoofdplaats van het samenwerkingsverband.

## Geboren
- Willy Jähde, (1908-2002), commandant Schwere Panzer-Abteilung 502

Dingelstädt · Helmsdorf · Kefferhausen · Kreuzebra · Silberhausen